# Antigonia saya
Antigonia saya är en fiskart som beskrevs av Nikolai V. Parin och Borodulina, 1986. Antigonia saya ingår i släktet Antigonia och familjen trynfiskar. Inga underarter finns listade i Catalogue of Life.